# Rtęć rodzima
Rtęć rodzima – substancja mineralna z gromady pierwiastków rodzimych. Rzadko występujący minerał składający się z niemal czystej rtęci, występującej w formie drobnych kropel w kawernach skał.

## Właściwości
- W normalnych warunkach panujących na Ziemi jest cieczą. Poniżej −38,9 °C krystalizuje w klasie skalenoedru dytrygonalnego (tworzy kryształy igiełkowe lub podobne do ośmiościanu).
- Wrze w temperaturze 350 °C.
- Jest nieprzezroczysta.
- Roztwarza się w HNO
3.
- W stanie rozproszonym pojawia się niekiedy w gazie ziemnym i wraz z nim może przedostawać się do atmosfery. Może też tworzyć nagromadzenia w odwiertach, miejscach wypływu i rozprężania gazu ziemnego.
- Jest doskonałym przewodnikiem ciepła i elektryczności.
- Czasami tworzy naturalne stopy (amalgamaty) z innymi pierwiastkami rodzimymi (srebro, złoto, ołów, pallad).

## Występowanie
Składnik złóż hydrotermalnych niskich temperatur. Jest substancją wyjątkowo rzadką. Występuje w skałach osadowych (impregnuje skały osadowe), zazwyczaj towarzyszy złożom cynobru, powstaje podczas urabiania tych skał. Jest spotykana w obszarach wulkanicznych (gromadzi się w pęcherzach pogazowych). Występuje w obszarach działalności gejzerów oraz w strefie utleniania złóż rudy rtęci.
Miejsca występowania: Hiszpania – Almaden, USA – Kalifornia, Teksas (towarzyszy złożom cynobru), Niemcy – kopalnia w Palatynacie, Słowenia – Idrija, Ukraina – Nikitowka, Włochy.
W Polsce – śladowe ilości stwierdzono w andezytach Pienin i w skałach ilastych okolic Sobięcina (dzielnicy Wałbrzycha).